# Pachytarsella boharti
Pachytarsella boharti är en tvåvingeart som först beskrevs av Richards 1963.  Pachytarsella boharti ingår i släktet Pachytarsella och familjen hoppflugor.
Artens utbredningsområde är Guam. Inga underarter finns listade i Catalogue of Life.